# 扎利夏 (特諾皮爾區)
49°35′12″N 25°0′15″E / 49.58667°N 25.00417°E
扎利夏（羅馬化：Zalissia）是烏克蘭的村落，位於該國西部捷爾諾波爾州，由捷尔诺波尔区負責管轄，始建於1462年，面積0.03平方公里，2001年人口70，人口密度每平方公里2,187.5人。